# Sonchus pustulatus
Sonchus pustulatus là một loài thực vật có hoa trong họ Cúc. Loài này được Willk. miêu tả khoa học đầu tiên năm 1865.